# Gehrdt Bornebusch
Gehrdt Hinrich Bornebusch (15. april 1925 i Ordrup – 10. november 2011 i Humlebæk) var en dansk modernistisk arkitekt og kongelig bygningsinspektør.
Han blev murersvend i 1947, tog afgang fra Det tekniske Selskabs Skole 1947 og afgang som arkitekt fra Kunstakademiets Arkitektskole i 1950. Tre år senere vandt han Akademiets lille guldmedalje. I 1956 gik han i kompagniskab med Max Brüel og Jørgen Selchau, hvorefter trioen vandt adskillige tegnekonkurrencer. Den mest kendte er Herlev Hospital (1965-1976), der var et af datidens største projekter. Kompagniskabet endte dog i henholdsvis 1970 og 1985, hvorefter Gehrdt Bornebusch fortsatte med sin egen tegnestue i København.
Han modtog Træprisen 1966, Eckersberg Medaillen 1973 og Betonprisen 1982. Fra 1995 modtog han den livsvarige kunstnerydelse.
Som kongelig bygningsinspektør i perioden 1982-1995 var han desuden hovedkraften bag adskillige restaureringsopgaver, bl.a. Ridebaneanlægget ved Christiansborg Slot i 1986-1996, Nationalmuseet i 1987-1996 og Brumleby i 1991-1996.
Bornebusch døde i 2011 og blev begravet fra Humlebæk Kirke.

## Udvalgte byggerier
- Vangeboskolen, Holte (1957)
- Skt. Jørgensbjerg Skole, Roskilde (1960)
- Langemarkskolen, Horsens (1964)
- Herlev Hospital (1966)
- Sommerhus, Toftevej/Nordre Strandvej, Tisvilde (1972)
- Esbjerg Seminarium (1973)
- Den Danske Ambassade, Beijing (1974)
- Vejen Gymnasium (1981)
- Tårnby Bibliotek (1983)
- Livornoparken, København (1991)
- Center for Skov og Landskab, Hørsholm (1995)
- Schifters Kvarter, Holmen (2001)